# Anchistrotus besckii
Anchistrotus besckii är en insektsart som beskrevs av Ernst Friedrich Germar. Anchistrotus besckii ingår i släktet Anchistrotus och familjen hornstritar. Inga underarter finns listade i Catalogue of Life.